# Morbid (banda)
Morbid fue una banda de metal extremo formada en Estocolmo, Suecia.

## Historia
Morbid se formó en Estocolmo, Suecia en el año de 1986 con Per "Dead" Ohlin como el fundador y autor intelectual de la banda. Antes de colocar en el line-up a John 'Lennart' Hagström, 'TG' en las guitarras, Näsström Jens en el bajo y Lars Göran-Petrov en la batería, hubo varios cambios de miembros en el grupo. Cuando 'TG' dejó la banda, Ulf Cederlund se hizo cargo. La banda grabó su primer demo, December Moon, en los estudios Thunderload en Estocolmo entre el 5 y 6 de diciembre de 1987, la cual fue la única grabación con esta formación. Luego de esto, el guitarrista dejó la banda y Dead pasó a formar parte de la legendaria banda noruega de Black metal, Mayhem en 1988. El resto de la banda trató de llevar a cabo un nuevo proyecto y trajo al fotógrafo John Scarisbrick como vocalista. Scarisbrick pasó a vivir cerca de un estudio de grabación llamado Sunlight, el cual más tarde ganaría notoriedad en los círculos del Death metal al grabar a bandas como Entombed y Dismember. Fue allí donde la banda grabó su segundo demo titulado The Last Supper, en septiembre de 1988. La banda se desvaneció cuando Petrov y Cederlund formaron Nihilist, que finalmente se convirtió en Entombed. Näsström continuó posteriormente en las bandas Contras y Skull.
La banda se reunió para lo que inicialmente iba a ser un único concierto en Estocolmo, Suecia, el 7 de enero de 2023. No obstante, debido a la positiva acogida por parte del público, decidieron continuar con más presentaciones en vivo. Desde entonces, han ofrecido varios conciertos especiales, incluyendo giras puntuales conmemorativas. En estas presentaciones, el vocalista en vivo ha sido Daniel Ohlin, hermano de Pelle "Dead" Ohlin, quien utiliza el seudónimo “Necrobird”. Se ha especulado que este nombre artístico podría estar inspirado en el dibujo realizado por su hermano, aunque no existe una fuente oficial que confirme esta relación.

## Legado
Oficialmente Morbid sólo alcanzó a hacer dos demos, los cuales ganaron un cierto estatus de culto tras su disolución, muy probablemente debido a los esfuerzos de Ohlin con Mayhem y el hecho de que se suicidó en 1991. Los demos-grabaciones y canciones en directo o ensayo que más tarde lo hizo en vinilo y CD, en los dos oficiales y están comunicados con contrabando.

## Discografía

### Demos
- Rehearsal (1987)
- December Moon (1987)
- The Last Supper (1988)

### Álbumes en vivo
- Live in Stockholm (1999)

### EP
- December Moon (1994)

### Recopilatorios
- Death Execution (1995)
- Year of the Goat (2011)

### Sencillos
- Death Execution III (2001)

## Trivia
El grito de apertura de la canción Wings Of Funeral fue tomado de la película Evil Dead de la escena donde una de las poseídas se mutila su propia mano y después la matan.